# NGC 7106
NGC 7106 is een balkspiraalstelsel in het sterrenbeeld Indiaan. Het hemelobject werd op 8 juli 1834 ontdekt door de Britse astronoom John Herschel.

## Synoniemen
- ESO 188-17
- AM 2139-525
- PGC 67215